# Canal Lock Trail
Le Canal Lock Trail est un sentier de randonnée américain situé dans les comtés d'Amherst et de Bedford, en Virginie. Protégé au sein de la Blue Ridge Parkway, il relie un office de tourisme du National Park Service sur une rive de la James River à une écluse appelée Battery Creek Lock sur l'autre rive en empruntant le Harry Flood Byrd Memorial Bridge.